# SIAM SHADE XI COMPLETE BEST 〜HEART OF ROCK〜
『SIAM SHADE XI COMPLETE BEST 〜HEART OF ROCK〜』（シャムシェイド・イレブン コンプリート・ベスト ハート・オブ・ロック）は、SIAM SHADEのベスト・アルバム。2007年9月26日発売。

## 解説
バンド初のコンプリート・ベスト・アルバムで、同年11月18日に日本武道館でライブが行われる為、復習の為に制作されたアルバム。
ファンの人気投票（投票人数は約6000人）によって選ばれた全30曲（順位・投票数は後述）を2枚組に分けて収録されている（ただし、30位以内に入っていない曲も収録されている）。
2枚のCDの他、DVDも付いてくる。
サブタイトルにある「HEART OF ROCK」は、ライブのタイトルにかけており、「心からロックを愛し続ける」という意味がある。
初回盤には、LIVE先行予約チラシが封入されている。
累計売上枚数は、約1.3万枚。

## 収録曲

### DISC 1
1. Dear...
4thアルバム『SIAM SHADE IV・Zero』収録曲。
2. Fine weather day
6thアルバム『SIAM SHADE VI』収録曲。
3. 1/3の純情な感情
6thシングル。
4. ブランコ
7thシングル「グレイシャルLOVE」カップリング。
5. D.D.D.
6thシングル「1/3の純情な感情」カップリング。
6. MOON
『SIAM SHADE VI』収録曲。
7. Triptych
『SIAM SHADE VI』収録曲。
8. せつなさよりも遠くへ
13thシングル。
9. Why not?
3rdシングル。
10. PRIDE
3rdアルバム『SIAM SHADE III』収録曲。
11. PRAYER
2ndシングル「TIME'S」カップリング。
12. MONKEY SCIENCE
5thアルバム『SIAM SHADE V』収録曲。
13. RISK
4thシングル。
14. PASSION
5thシングル。
15. Don't Tell lies
3rdアルバム『SIAM SHADE III』収録曲。

### DISC 2
1. LOVESICK 〜You Don't Know〜
『SIAM SHADE III』収録曲。
2. グレイシャルLOVE
7thシングル。
3. GET A LIFE
『SIAM SHADE VI』収録曲。
4. No! Marionette
『SIAM SHADE IV・Zero』収録曲。
5. 曇りのち晴れ
10thシングル。
6. Dreams
8thシングル。
7. 大きな木の下で
1stアルバム『SIAM SHADE II』収録曲。
8. Solomon's seal
『SIAM SHADE V』収録曲。
この曲のみ、ランキングには入っていない。
9. Grayish Wing
『SIAM SHADE V』収録曲。
10. JUMPING JUNKIE
14thシングル「Life」カップリング。
11. CAN'T FORGET YOU
『SIAM SHADE II』収録曲。
12. NEVER END
9thシングル。
13. RAIN
デビューシングル。
14. D.Z.I.
8thシングル「Dreams」のカップリング。
15. Life
14thシングル。

### DVD
1. GET A LIFE (from LIVE in 武道館START & STAND UP)
2. D.Z.I. (from LIVE in 武道館 LEGEND OF SANCTUARY)
3. BLACK (from LIVE男樹〜野望のために〜)
4. PASSION (from LIVE男樹〜野望のために〜)
5. PRAYER (from LIVE in 武道館 LEGEND OF SANCTUARY)
6. Don't Tell Lies (from LIVE in 武道館 LEGEND OF SANCTUARY)

## ランキング
公式サイトで発表された1位〜30位までを記述。タイトルにある太字表記は、収録された曲。
| 順位 | タイトル                              | 投票数 | 収録アルバム（初収録のみ）           |
| 1位  | Dear…                                 | 1579   | 3rdアルバム『SIAM SHADE IV・Zero』   |
| 2位  | LOVESICK 〜You Don't Know〜           | 1380   | 2ndアルバム『SIAM SHADE III』        |
| 3位  | Don't Tell Lies                       | 1303   | 2ndアルバム『SIAM SHADE III』        |
| 4位  | Life                                  | 1077   | 14thシングル「Life」                 |
| 5位  | せつなさよりも遠くへ                  | 1030   | 13thシングル「せつなさよりも遠くへ」 |
| 6位  | 曇りのち晴れ                          | 915    | 10thシングル「曇りのち晴れ」         |
| 7位  | 1/3の純情な感情                       | 850    | 6thシングル「1/3の純情な感情」       |
| 8位  | PASSION                               | 840    | 5thシングル「PASSION」               |
| 9位  | GET A LIFE                            | 820    | 5thアルバム『SIAM SHADE VI』         |
| 10位 | RAIN                                  | 741    | 1stシングル「RAIN」                  |
| 11位 | Fine weather day                      | 692    | 5thアルバム『SIAM SHADE VI』         |
| 12位 | ブランコ                              | 684    | 7thシングル「グレイシャルLOVE」      |
| 13位 | RISK                                  | 638    | 4thシングル「RISK」                  |
| 14位 | NO CONTROL                            | 632    | インディーズアルバム『SIAM SHADE』   |
| 15位 | MOON                                  | 621    | 5thアルバム『SIAM SHADE VI』         |
| 16位 | Grayish Wing                          | 606    | 4thアルバム『SIAM SHADE V』          |
| 17位 | Dreams                                | 585    | 8thシングル「Dreams」                |
| 18位 | JUMPING JUNKIE                        | 549    | 14thシングル「Life」                 |
| 19位 | MONKEY SCIENCE                        | 536    | 4thアルバム『SIAM SHADE V』          |
| 20位 | グレイシャルLOVE                      | 523    | 7thシングル「グレイシャルLOVE」      |
| 21位 | D.Z.I.                                | 517    | 8thシングル「Dreams」                |
| 22位 | NEVER END                             | 507    | 9thシングル「NEVER END」             |
| 23位 | 大きな木の下で                        | 464    | 1stアルバム『SIAM SHADE II』         |
| 24位 | PRAYER                                | 430    | 2ndシングル「TIME'S」                |
| 25位 | Triptych                              | 430    | 5thアルバム『SIAM SHADE VI』         |
| 26位 | No! Marionette                        | 420    | 3rdアルバム『SIAM SHADE IV・Zero』   |
| 27位 | CAN'T FORGET YOU                      | 399    | 1stアルバム『SIAM SHADE II』         |
| 28位 | PRIDE                                 | 390    | 2ndアルバム『SIAM SHADE III』        |
| 29位 | 誰かの気持ちを考えたことがありますか? | 383    | 3rdアルバム『SIAM SHADE IV・Zero』   |
| 30位 | if 〜ひとりごと〜                     | 381    | 3rdアルバム『SIAM SHADE IV・Zero』   |